# Marcel Vandenbulcke
Marcel Aloïs Vandenbulcke, né le 9 juin 1879 à Boezinge et décédé le 27 décembre 1954 à Ypres fut un homme politique nationaliste flamand.
Vandenbulcke fut élu conseiller communal (1921-36), échevin (1927-33) et bourgmestre (1927-28) de Vlamertinge, sénateur provincial de la province de Flandre-Occidentale (1925-29; 1936-46) et député (1929-32).